# 亚历克斯·科雷查
亚历克斯·科雷查·贝尔德盖（Àlex Corretja Verdegay，1974年4月11日—）是西班牙的前職業網球運動員。在他的生涯中，他曾經在法國網球公開賽打入決賽（1998、2001）。他在網球大師盃於1998年奪得冠軍，他曾在1999年世界排名達到第二。他亦是2000年為西班牙贏得台維斯盃的功臣之一。他在2008年的短暫期間擔任英國網球球員安迪·穆雷紅土賽季的教練，並在2009年他又恢復擔任穆雷的教練至2011年。

## 大满贯

### 男單亞軍（2）
| 年度 | 賽事           | 場地 | 決賽對手 | 對手國籍 | 勝方比分            |
| 1998 | 法國公開賽     | 紅土 | 莫亞     | 西班牙   | 6-3, 7-5, 6-3       |
| 2001 | 法國公開賽 (2) | 红土 |          | 巴西     | 63-7, 7-5, 6-2, 6-0 |

## ATP巡迴賽

### 單打冠軍（17）
- 1994年（1）- 布宜諾斯艾利斯
- 1997年（3）- 埃斯托利爾（葡萄牙公開賽）、羅馬大師賽 A、史圖加特-1室外賽
- 1998年（5）- 迪拜、格施塔德（瑞士公開賽）、印第安納波里斯（RCA錦標賽）、里昂、ATP年終賽
- 2000年（5）- 印地安泉大師賽 A、格斯塔德（瑞士公開賽）、基茨比厄爾、華盛頓（梅森精英賽）、土魯斯
- 2001年（1）- 阿姆斯特丹（荷蘭公開賽）
- 2002年（4）- 格施塔德（瑞士公開賽）、基茨比厄爾

^  注解A：為ATP大師賽（共2項）

## 外部連結
- 亚历克斯·科雷查（英文/西班牙文）的官方資料
- 亚历克斯·科雷查的國際網球總會 職業／青少年 官方資料（英文）
- 亚历克斯·科雷查的官方資料（英文）